# Пологи-Чобітки

Пам'ятник воїнам-односельцям, які загинули в роки Другої світової війни, село Пологи-Чобітки, біля клубу

Пологи-Чобітки — село в Україні, у Циблівській сільській громаді Бориспільського району Київської області. Населення становить 291 осіб. 
Село розташоване за 20 км від Переяслава та за 105 км від Києва. Назва села походить від назви географічного розташування. Слово «пологи» у багатьох місцях Лівобережжя означає «степова западина», «поділ», «рівнинні луги й сінокоси». Друга частина назви походить від прізвища (прізвиська) Чобітько. В «Реєстрах всього Війська Запорізького» у 3-ій сотні Переяславського полку записаний козак Кузьма Чоботько.
З 1779 року була церква Успіння Пресвятої Богородиці
Є на мапі 1800 року
Овіяне з сивої давнини легендами і славою древнього оборонного міста Кундово, вистоявши проти сотень нападів кочівників-ординців, восени та взимку 1932 року село Пологи-Чобітки не встояло перед навалою «червоних ординців». З благословення радянської «робітничо-селянської» влади місцеві і заїжджі активісти пограбували всі його продовольчі запаси, залишивши сотні селянських родин на голодне вимирання. В 1926 р. в селі (разом з х. Натягайлівкою) проживало 1884 чол. Безпристрасні архівні документи показують жахливу картину наростання масштабів трагедії. У березні-грудні 1932 року в книзі записів актів про смерть зроблено 34 записи, у січні-квітні 1933 року — 66, у квітні-грудні 1933 року — 404. А всього за період Голодомору 1932—1933 років у селі (разом з х. Натягайлівкою) загинуло — 900 чол., з них поіменно встановлено — 549 жителів.